# Elbia oriental

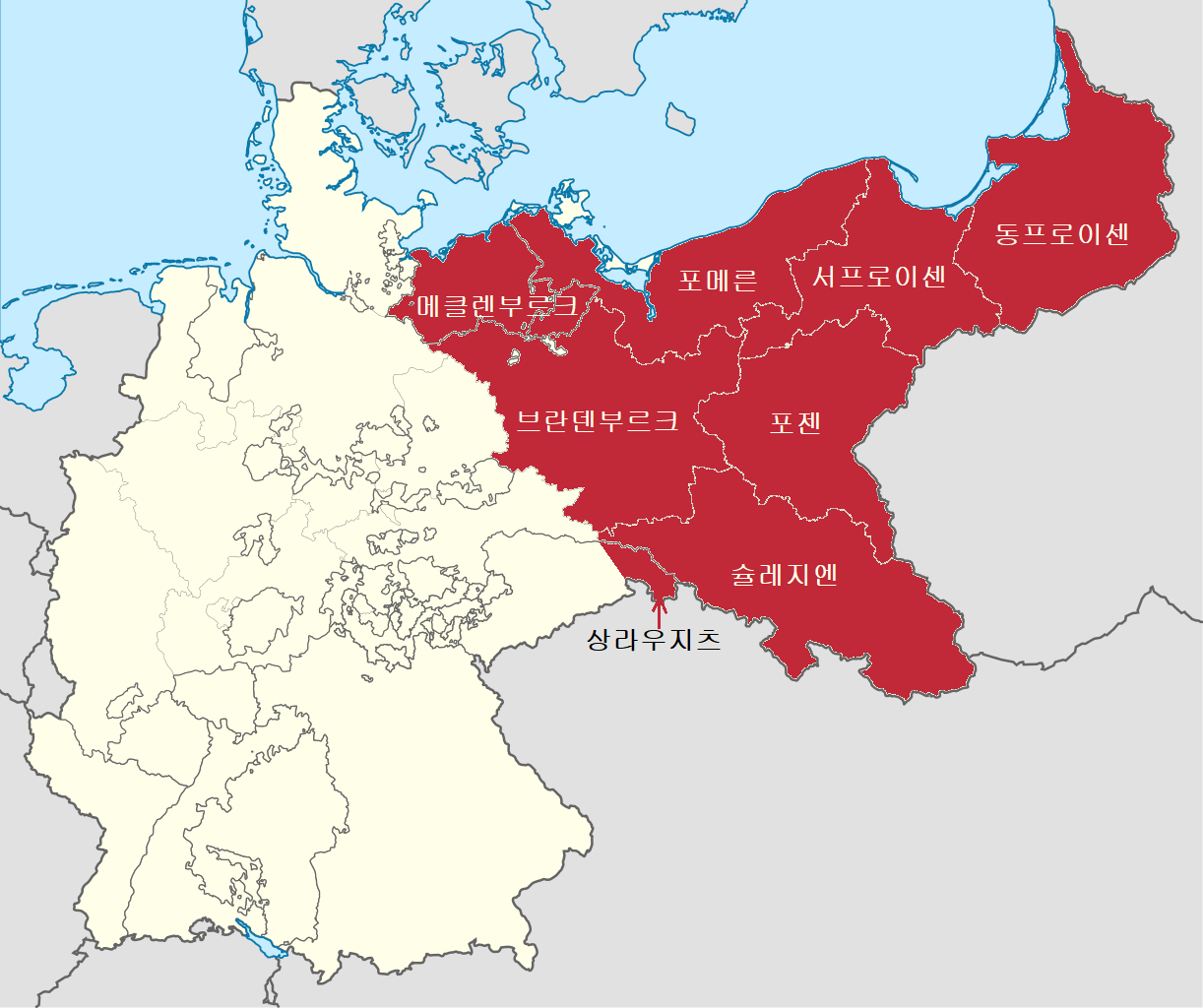
El Imperio Alemán con Elbia Oriental en rojo. (Mapa en coreano).

Elbia Oriental (en alemán: Ostelbien) fue una denominación informal para aquellas partes del Imperio alemán hasta la Segunda Guerra Mundial que se encontraban al este del río Elba .
La región estaba formada por las provincias prusianas de Brandeburgo, las partes orientales de Sajonia (Tierra de Jerichower) y el Reino de Sajonia (Alta Lusacia), Pomerania, Silesia, Prusia Oriental, Prusia Occidental y Posen (que se  unirían en 1922), así como los estados libres de Mecklemburgo-Schwerin y Mecklemburgo-Strelitz . Berlín y Schleswig-Holstein no estaban incluidos, a pesar de que  estaban situados al este y al norte, respectivamente, del río  Elba.
El este de Elbia se destacó por su señorialismo y su servidumbre, así como por su conservadurismo político, combinado con la religión protestante que predominaba en la región. Durante el Imperio alemán (1871-1918), los  Junker del Elba oriental formaron la "columna vertebral" de la reacción monárquica. Más tarde, en la República de Weimar (1918-1933), se convirtió en un término con carga política utilizado especialmente por los partidos de izquierda para designar a los funcionarios del Partido Nacional Popular Alemán (DNVP), un partido conservador, que encajaban en el estereotipo.

## Historia
La antigua estructura social de esta región, con grandes latifundios que eran propiedad de la nobleza terrateniente, era un producto del Ostsiedlung en la época medieval, cuando los colonos germánicos se mudaron al área donde se hallaban los wendos y demás grupos eslavos, cambiaron la composición étnica de la Germania Slavica a través de la asimilación, la expulsión y la inmigración. Dado que la mayor parte de la antigua Elbia Oriental se encontraba al este de la línea Oder-Neisse, la mayoría de la población étnicamente alemana fue expulsada después de la Segunda Guerra Mundial. En la República Democrática Alemana, que controlaba el resto de Elbia Oriental después de 1949, se inició una reforma agraria para colectivizar la agricultura y también con el objetivo explícito de eliminar la clase junker. Los intentos de restitución de las propiedades expropiadas después de 1990 han conseguido un éxito parcial  y no han logrado un restablecimiento de la antigua estructura social. El consumo de bienes nacionales (VEG) sigue siendo mucho mayor en el Este que en el Oeste de Alemania, donde la agricultura todavía se basa principalmente en pequeñas explotaciones agrícolas. Sin embargo, el término "Elbia Oriental" ha desaparecido del uso común fuera de los contextos históricos y suele usarse en textos dirigidos a un público general.